# Покровский, Николай Николаевич (историк)
Никола́й Никола́евич Покро́вский (20 июня 1930, Ростов-на-Дону — 13 октября 2013, Новосибирск) — советский и российский историк, специалист по истории Сибири, археографии и источниковедению. Сотрудник Сибирского отделения РАН (СО РАН) в Новосибирском Академгородке, доктор исторических наук (1974), профессор (1977), действительный член Российской академии наук (1992; член-корреспондент АН СССР с 1987).

## Биография
Сын историка, профессора Ростовского государственного университета Н. И. Покровского (1897—1946).
Окончил исторический факультет МГУ им. М. В. Ломоносова (1952) и аспирантуру там же (1955). Ученик академика М. Н. Тихомирова; однокурсник Л. М. Брагиной, А. Д. Горского, И. В. Григорьевой, Г. Г. Дилигенского, И. Д. Ковальченко, В. И. Корецкого, Ю. С. Кукушкина, А. А. Сванидзе, К. Г. Холодковского, Я. Н. Щапова, Н. Я. Эйдельмана и других известных историков. Кандидат исторических наук, тема диссертации «Актовые источники по истории черносошного землевладения Северо-Восточной Руси XIV—XVI вв.» (1955). В 1955—1957 годах — ассистент кафедры источниковедения МГУ.
30 августа 1957 года был арестован по делу Ренделя — Краснопевцева («университетское дело») за связь с группой молодёжи, подготовившей и распространившей в Москве в июне 1957 года листовки оппозиционного содержания. Приговорён 12 февраля 1958 года Мосгорсудом по ст. 58, п. 10, ч. 1 и п. 11 УК РСФСР к 6 годам заключения (Дубровлаг). Лишён навсегда права проживания в Москве после отбытия срока. Освободился в августе 1963 года; приговор отменён в 1989 году.
В 1964—1965 годах — заведующий отделом, заместитель директора Владимиро-Суздальского музея-заповедника.
С 1965 года жил в Новосибирске: младший научный сотрудник отдела гуманитарных исследований Института экономики и организации промышленного производства СО АН СССР (1965—1966); младший научный сотрудник (1966—1970), старший научный сотрудник (1970—1975), заведующий сектором археографии и источниковедения (1975—1991) Института истории, филологии и философии СО АН СССР. По совместительству работал в НГУ: старший преподаватель (1965), доцент по кафедре истории СССР (1971), профессор (1977—1999);  читал курс истории России до начала XVII века. В 1992—2003 годах — заместитель директора по научной работе Института истории СО РАН.
Доктор исторических наук (1974, диссертация «Антифеодальный протест крестьян-старообрядцев Урала и Западной Сибири и борьба с ним в XVIII в.»), профессор (1977), член-корреспондент АН СССР с 23 декабря 1987 года по Отделению истории (история СССР); академик РАН с 11 июня 1992 года, советник РАН (с 2003).
Член Президиума и председатель Редакционно-издательского совета СО РАН (1997—2001), советник Президиума СО РАН (с 2001). Председатель Археографической комиссии СО АН СССР (1981-1991), заместитель председателя Археографической комиссии АН СССР (с 1980), сопредседатель Международной ассоциации исследователей старообрядчества. Ответственный редактор ежегодника «Археография и источниковедение Сибири». Член Совета (1994—2001), затем Высшего экспертного совета (с 2001) РГНФ. С 1994 года входил в состав редакционного совета журнал «Гуманитарные науки в Сибири».
Похоронен на Южном (Чербузинском) кладбище в Новосибирске.
На здании Института истории СО РАН открыта мемориальная доска Покровскому.

### Научная деятельность
Автор более 200 публикаций, в том числе 9 монографий, по проблемам истории России XVI—XX веков. Создатель так называемой «сибирской археографической школы».
С середины 1960-х годов — оганизатор и один из руководителей поисковых археографических работ на территории Сибири, Урала, Средней Азии, в ходе которых были обнаружены ценные источники (всего на государственное хранение поставлено свыше 1,5 тысяч старопечатных и других малоизвестных изданий). Среди них — рукописный сборник XVI в. (Сибирский список), который содержит, в частности, наиболее полный комплекс источников по следственному делу Максима Грека; догматико-политические сочинения крестьян-старообрядцев XVIII—XIX вв. (значительная часть опубликована в издании «Духовная литература староверов Востока России XVIII—XX вв.», кн. 1—3, 1999—2011). Совместно с Е. К. Ромодановской) подготовил публикацию «Тобольский архиерейский дом в XVII веке» (1994). Инициатор издания документальных серий «Археография и источниковедение Сибири» (с 1975), «История Сибири. Первоисточники» (с 1993), «Архивы Кремля» (с 1997). Под руководством Н. Н. Покровского и Г. Д. Ленхофф опубликованы шесть древнейших списков «Степенной книги».
Автор работ, посвящённых широкому кругу проблем российской истории XVI—XX веков, древнерусской культуре и общественной мысли населения России, а также вспомогательным историческим дисциплинам. Особое внимание в работах уделял проблеме возникновения и функционирования демократических земских организаций в Сибири в XVII веке, их взаимоотношениям с местной и центральной властью. Благодаря привлечению новых источников детально изучены движущие силы, ход и последствия Томского восстания 1648—1649 годов, продемонстрировавшего логику общих законов социальных столкновений и развития народного общественного сознания в системе российской монархии. Изучение Н. Н. Покровским старообрядчества востока страны, крестьянской урало-сибирской письменности XVIII—XX веков существенно изменило представления о духовной жизни русского крестьянства, выявив её богатство и многообразие.
Исследовал историю старообрядчества, его взаимоотношения с Русской православной церковью и государством, идеологию староверов, богословскую и политическую полемику. Показал борьбу течений внутри разных согласий староверия. Доказал высокую степень участия мирских объединений разных социальных слоёв сибирского населения в управлении государством («Власть и общество. Сибирь в XVII в.», 1991, совм. с В. А. Александровым). Один из авторов «Очерков русской литературы Сибири» (т. 1, 1982) и книги «Крестьянство Сибири в эпоху феодализма» (1982).

## Семья
- Сестра — Светлана, литературовед, супруга историка А. П. Пронштейна[8].
- Первая жена — Зоя Васильевна Бородина (1929—1988). 
  - Сын —  Николай Николаевич Покровский-младший[9].
- Вторая жена — Наталья Дмитриевна Зольникова (1949—2018), историк, ученица и последовательница Н. Н. Покровского.

## Награды
- общенациональная неправительственная научная Демидовская премия (1995)
- Орден Почёта (1998)
- Орден Дружбы (2005)
- орден святителя Макария митрополита Московского III ст. (2002, РПЦ)

## Основные работы
Книги
- Судные списки Максима Грека и Исака Собаки / Под ред. С. О. Шмидта. — М.: изд. ГАУ, 1971. — 186 с., ил.;
- Актовые источники по истории черносошного землевладения в России XIV — начала XVI в./ Отв. ред. М. Н. Тихомиров. Новосибирск: Наука, 1973. — 231 с.;
- Антифеодальный протест урало-сибирских крестьян-старообрядцев в XVIII в. / Отв. ред. С. О. Шмидт. — Новосибирск: Наука, 1974. — 394 с.;
- Путешествие за редкими книгами / Вступ. ст. Д. С. Лихачёва. — М.: Книга, 1984. — 191 с., ил.
  - 2-е изд., доп. — М.: Книга, 1988. — 285 с.
  - Изд. 3-е, дополненное и доработанное. Новосибирск: Сова, 2005. — 339 с.  Архивная копия от 26 января 2009 на Wayback Machine
- Томск. 1648—1649 гг. Воеводская власть и земские миры. — Новосибирск: Наука, 1989. — 387 с.;
- Покровский Н. Н., Петров С. Г. Архивы Кремля. Политбюро и Церковь 1922—1925 гг. 
  - Кн. 1. — Новосибирск: Сибирский хронограф; — М.: РОССПЭН, 1997. 597 с.
  - Кн. 2. — М.: РОССПЭН; Новосибирск: Сибирский хронограф, 1998. — 647 с.;
- Покровский Н. Н. Духовная литература староверов Востока России XVIII—XX вв. — Новосибирск: Сибирский хронограф, 1999. — 800 с. (История Сибири. Первоисточники. Вып. 9) (в соавт.);
- Покровский Н. Н., Зольникова Н. Д. Староверы-часовенные на востоке России в XVIII—XX вв.: Проблемы творчества и общественного сознания. — М.: Памятники исторической мысли, 2002;
- Российская власть и общество: XVII–XVIII вв. Новосибирск, 2005;
- Степенная книга царского родословия по древнейшим спискам: Тексты и комментарии; в 3 т. / Подг. под рук. Н. Н. Покровского. М., 2007–2010.

Статьи
- Покровский Н. Н., Рогов А. И. Собрание рукописей академика М. Н. Тихомирова, переданное Сибирскому отделению АН СССР (г. Новосибирск) // Археографический ежегодник за 1965 г. — М.: Наука, 1966. — С. 162—172.
- Покровский Н. Н. Купчие, данные и меновные грамоты как источник по истории черносошного землевладения России XIV — первой четверти XVI в. // Новое о прошлом нашей страны. — М.: Наука, 1967. — С. 79—90.
- Покровский Н. Н. Государственный феодализм двинской деревни перед началом освоения Сибири поморами // Освоение Сибири в эпоху феодализма (XVII—XIX вв.). Новосибирск: Наука, 1968. С. 13—19. (Материалы по истории Сибири: Сибирь периода феодализма. Вып. 3).
- Покровский Н. Н. Сибирская находка: (Новое о Максиме Греке) // Вопросы истории. — 1969. — № И. — С. 128—138.
- Покровский Н. Н. Урало-сибирская крестьянская община XVIII в. и проблемы старообрядчества // Крестьянская община в Сибири XVII — начала XX в. Новосибирск: Наука, 1977. — С. 179—198.
- Покровский Н. Н. Замечание о рукописи Судных списков Максима Грека / Труды Отдела древнерусской литературы. — Л.: Наука, 1981. Т. 36. — С. 80—102.
- Покровский Н. Н., Окладников А. П.  Введение // История крестьянства Сибири. Новосибирск: Наука, 1982. [Т. 1]: Крестьянство Сибири в эпоху феодализма. — С. 9—27.
- Покровский Н. Н. Правовое регулирование крестьянского общественного сознания русским абсолютистским государством // Социально-политическое и правовое положение крестьянства в дореволюционной России. — Воронеж: Изд-во Воронежск. ун-та, 1983. — С. 85—95.
- Следственное дело и выговская повесть о тарских событиях 1722 г. // Рукописная традиция XVI—XIX вв. на Востоке России. Новосибирск, 1983;
- Покровский Н. Н. Археографическое изучение памятников древней письменности и печати в Сибири в 1965—1983 гг. // Археографический ежегодник за 1984 год. — М.: Наука, 1986. — С. 13—25.
- Покровский Н. Н. Книги Тарского бунта 1722 г // Источники по истории русского общественного сознания периода феодализма. — Новосибирск: Наука, 1986. — С. 155—190.
- Покровский Н. Н. Проблемы истории России в работах Н. Я. Эйдельмана // Вопросы истории. — 1990. — № 8. — С. 161—171.
- Покровский Н. Н., Александров В. А. Власть и общество. Сибирь в XVII веке. Новосибирск: Наука, 1991. — 400 с.
- Покровский Н. Н. Рассказ о Екатеринбургском соборе 1884 года // Исследования по истории литературы и общественного сознания феодальной России. — Новосибирск: Наука, 1992. — С. 146—159 (Археография и источниковедение Сибири. [Вып. 16]).
- Традиции и новации в духовной жизни русского старообрядчества // Традиционная духовная и материальная культура старообрядческих поселений в странах Европы, Азии и Америки. Новосиб., 1992;
- Покровский Н. Н. «Дело» молодых историков (1957—1958 гг.) [Письмо Н. Н. Покровского в редакцию журнала] // Вопросы истории. — 1994. — № 4. — С. 124—126.
- Покровский Н. Н. Старообрядческий рассказ о сталинских репрессиях // Возвращение памяти. Историко-публицистический альманах / Сост. И. В. Павлова. Вып. 2. Новосибирск: Сибирский хронограф, 1994. — С. 198—211.
- Покровский Н. Н. Источниковедение советского периода: Документы Политбюро ЦК РКП(б) — ВКП(б) первой половины 1920-х гг. // Археографический ежегодник за 1994 год. М.: Наука, 1996. С. 18—46.
- Покровский Н. Н. Документы по истории церкви (информационные сводки ГПУ 1922 г.) // Исторические записки. 2 (120). Памяти академика И. Д. Ковальченко. — М.: Наука, 1999. — С. 319—337.
- Покровский Н. Н. Соборные уложения часовенных XVIII—XX вв.: система запретов // Источники по русской истории и литературе: Средневековье и Новое время. — Вып. XIX. — Новосибирск: СО РАН, 2000. — С. 123—138. — (Археография и источниковедение Сибири).
- Покровский Н. Н. Томский список Степенной книги царского родословия и некоторые проблемы ранней истории памятника // Общественное сознание и литература XVI—XX вв.: Сб. науч. тр. — Новосибирск: СО РАН, 2001. — С. 3—43.
- Покровский Н. Н. Допрос в 1750 г в Тобольской консистории старообрядческого священника о. Симеона (Ключарева) о найденных у него письмах // Исторические и литературные памятники «высокой» и «низовой» культуры в России XVI—XX вв.: Сб. научн. тр. — Новосибирск: СО РАН, 2003. — С. 276—287.
- Крестьянские богословы России (XVII—XX вв.) // Вестник Российского гуманитарного научного фонда. 2005. № 4.